# Tomelilla (commune)
La commune de Tomelilla est une commune suédoise du comté de Skåne. 13 007 personnes y vivent. Son chef-lieu se trouve à Tomelilla.

## Localités principales
- Brösarp
- Lunnarp
- Onslunda
- Smedstorp
- Tomelilla

## Localités secondaires
- Benestad
- Eljaröd
- Ramsåsa
- Skåne-Tranås
- Spjurstorp